# 11980 Ellis
För andra betydelser, se Ellis (olika betydelser).
11980 Ellis eller 1995 SP8 är en asteroid i huvudbältet som upptäcktes den 10 oktober 1995 av Spacewatch vid Kitt Peak-observatoriet. Den är uppkallad efter den kanadensiske fysikern Kerry Ellis.
Den tillhör asteroidgruppen Vesta.